# Dare to Love
Dare to Love is een Amerikaanse film uit 1995, naar een waargebeurd verhaal. De première was op 17 december 1995 in de Verenigde Staten.

## Verhaal
Een vrouw wordt verscheurd door verdriet na het overlijden van haar broer, met wie zij een jarenlange hechte band had.

## Rollen
| Acteur              | Personage       |
| ------------------- | --------------- |
| Josie Bissett       | Jessica Wells   |
| Jill Eikenberry     | Alicia Wells    |
| Jason Gedrick       | Patrick         |
| James Sikking       | Ron Wells       |
| Chad Lowe           | Stephen         |
| Terry Loughlin      | Dokter Anderson |
| Lorri Lindberg      | Cecily          |
| Michael Genevie     | Detective       |
| David Lenthall      | Daniel Allyson  |
| Judy Simpson Cook   | Edna            |
| Dottie Grissom      | Barbara         |
| Mark Jeffrey Miller | John            |
| Zach Hanner         | Phil Collet     |
| Gina Stewart        | Sissy           |
| Mabel Robinson      | Martha          |